# 菊ヶ浜海水浴場

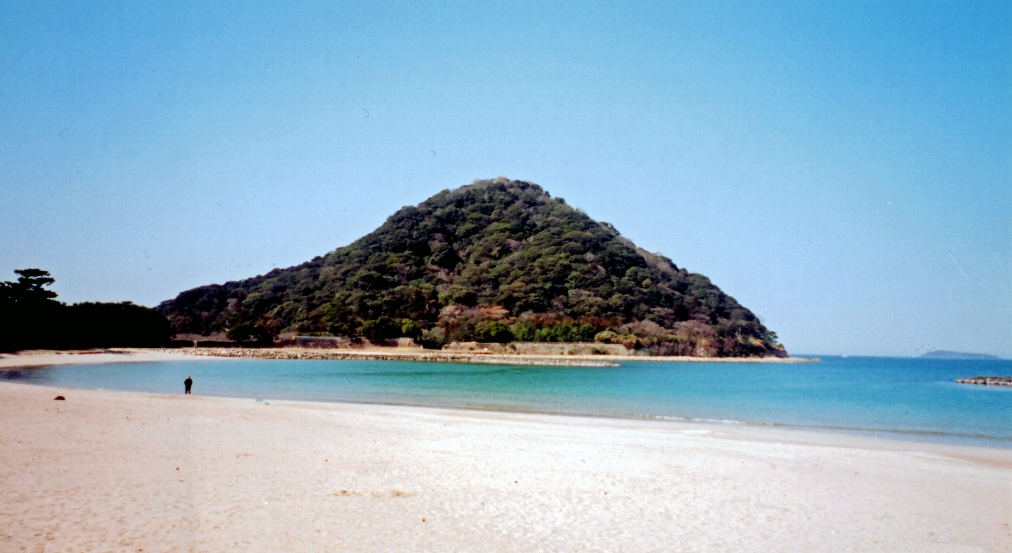
菊ヶ浜海水浴場と指月山

菊ヶ浜海水浴場（きくがはまかいすいよくじょう）は、山口県の萩市にある海水浴場。
下関市豊北町の土井ヶ浜海水浴場、光市の虹ヶ浜海水浴場、周防大島町の片添ヶ浜海水浴場と共に山口県を代表する海水浴場のひとつで、環境省による快水浴場百選にも選ばれている。
三角州となっている萩市街地の海側の大部分を占め、西は萩城跡と指月山、東は萩港までのエリアである。また、北に笠山を望むなど、その風光明媚さより、北長門海岸国定公園の見どころの一つとなっている。

その景観から、時代劇から現代劇までドラマ、旅番組のロケに使用される機会も多い。
毎年8月1日に行われる萩夏まつりの花火大会ではこの浜の沖より花火が打ちあがる。